# Myosotis ucrainica
Myosotis ucrainica är en strävbladig växtart som beskrevs av Csern. Myosotis ucrainica ingår i släktet förgätmigejer, och familjen strävbladiga växter. Inga underarter finns listade i Catalogue of Life.